# Adapa
Adapa (óbabiloni a-da-ap-a) a sumer mitológia mitikus személye, Eridu királya volt. Természetfölötti lényként apkallu, a mezopotámiai „hét bölcs” egyike lett. A hagyomány szerint Éa (vagy Ansar) és Kisar fia. Történetét az Adapa-eposz meséli el. Az eposz rendkívül fontos irodalmi mű, még Bérósszosz is átvette Adapa alakját Óannész néven. Ez a sumer u4-(D)an-a-da-pa3) rövidített változata. A név jelentése: „a fény az égben An (istennel) együtt ragyogó”.
A legrégebbi ismert szövegrész az Amarna-levelek között maradt fenn. Assur-bán-apli könyvtárából került elő a legtöbb részlete. Adapát gyakran Alulim (ma-a-lu) tanácsadójának nevezik, aki Eridu első királya a sumer királylistán.
Adapa személyének elképzelése egy historizált mítoszból származik. A mítoszt még a sumer korban dolgozták ki, mégpedig a nagy népszerűségnek örvendő hét bölcs egyik alakja köré. Az apkalluk eredetileg bölcs emberek, akik heten voltak, és a hét görög bölcshöz hasonlóan a sok fennmaradt lista jó része más neveket tartalmaz. Legtöbbször a listákban feltűnik U’an (u4-(D)an) és Adapa neve. Együtt általában nem, mivel mindkettő az U’anadapa (u4-(D)an-a-da-pà) rövidített változata. A név jelentése: „a fény az égben An (istennel) együtt ragyogó”. Míg az Adapa-eposzban az utóbbi, az Óannész-történetben az előbbi rövidítés maradt fenn. Ezt erősíti az uruki királylista, amely szerint Alulim volt U’an idejében a király.
Az Adapa-eposz négy töredékből két változatban ismert. A négy töredék kiegészíti egymást, bár nem hiánytalan a szöveg. Az egyik tábla az amarnai levéltárból került elő, ez tartalmazza a korábbi változatot. A másik három Assur-bán-apli ninivei könyvtárából, ezeken az újasszír verzió olvasható. Mindkét változat tulajdonképpen mitikus történelem. A szövegek elemzése szerint eleve akkád nyelven íródtak az eredeti verziók is az i. e. 2. évezred elején. Az akkádok így rögzítették a 3. uri dinasztia és Hammurapi ideje között eltelt zavaros időszak történelmét.
A róla szóló eposz a következőket jegyzi meg Adapáról:
Okos vala. Bölcsesség kútfeje.
Szava, parancsa kőszálként megállott.
Értelmét Éa érlelé meg
Ország hasznára és szolgálatára.
Elöröklött minden hatalmat
Épp csak örökkévalóságot nem öröklött...
Adapa a régebbi értelmezések szerint egy anti-Gilgames, a halhatatlanságát elvesztő hérosz, Ádám előképe. Bölcs és istenfélő ember, aki minden nap halat áldoz Éának.
Azonban Adapa már egy létező város fejedelme volt és az eposz szerint halandónak született, ezért halhatatlanságát nem elveszti, hanem elmulasztja megszerzésének lehetőségét. A megfogalmazás és a tanulságok levonásának módja az a sajátos mitológiai realizmus, amely a sumer és akkád mítoszköltészetet jellemzi: az ember halandó, ez így van jól, a halhatatlanságot tetteinek emléke fogja meghozni neki.
A halhatatlanságot egy sajátos tévedésből eredően veszti el. Egy alkalommal viharmadár támadta meg Adapát a tengeren, és védekezés közben eltörte a madár szárnyát. A viharmadár azonban Ninurta volt, a szelek istene, és olyan nagy szélcsend támadt, hogy azt még Anu is észrevette. Éa ekkor azt tanácsolta Adapának, hogy semmit se fogadjon el Anutól, mert a halál ételét és italát kínálja majd neki. Anu viszont Tammúz engesztelésének hatására az élet ételét és italát kínálta Adapának, amit az nem fogadott el.
Az Adapa-eposz ugyanakkor azt mutatja, hogy a sorsszerűséget erősebbnek tartották bármely istenség akaratánál, a Sors független az istenektől. Mezopotámiában a Sors az egyetlen egyetemes törvény.